# قرص مضغوط صغير

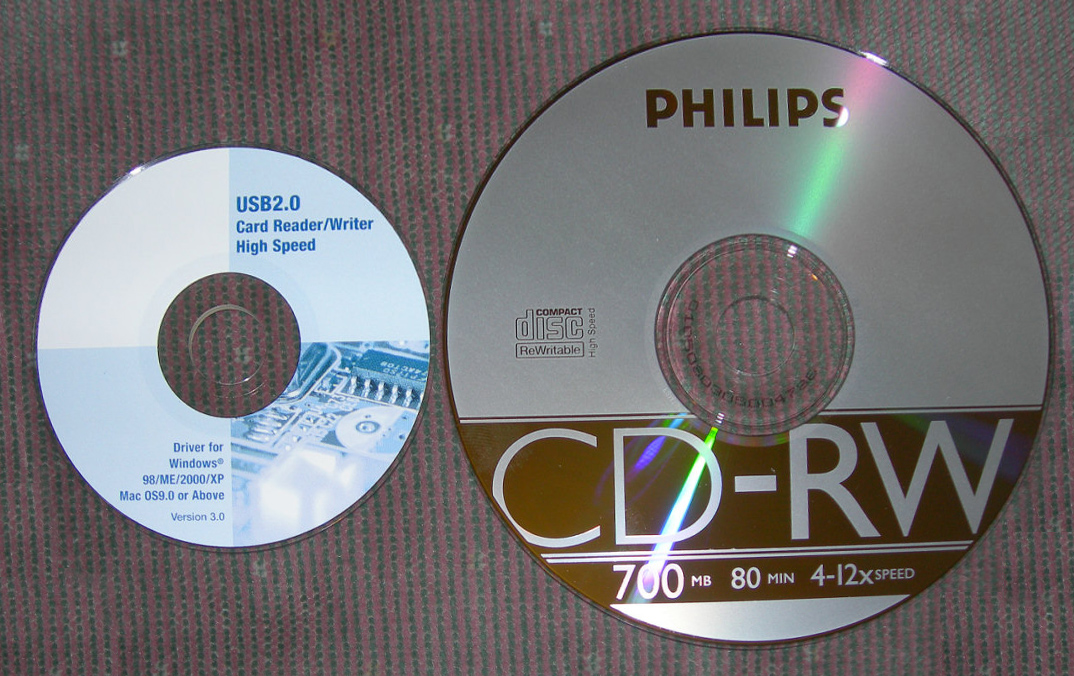
صورة لقرص 160 مم وأخر 80 مم

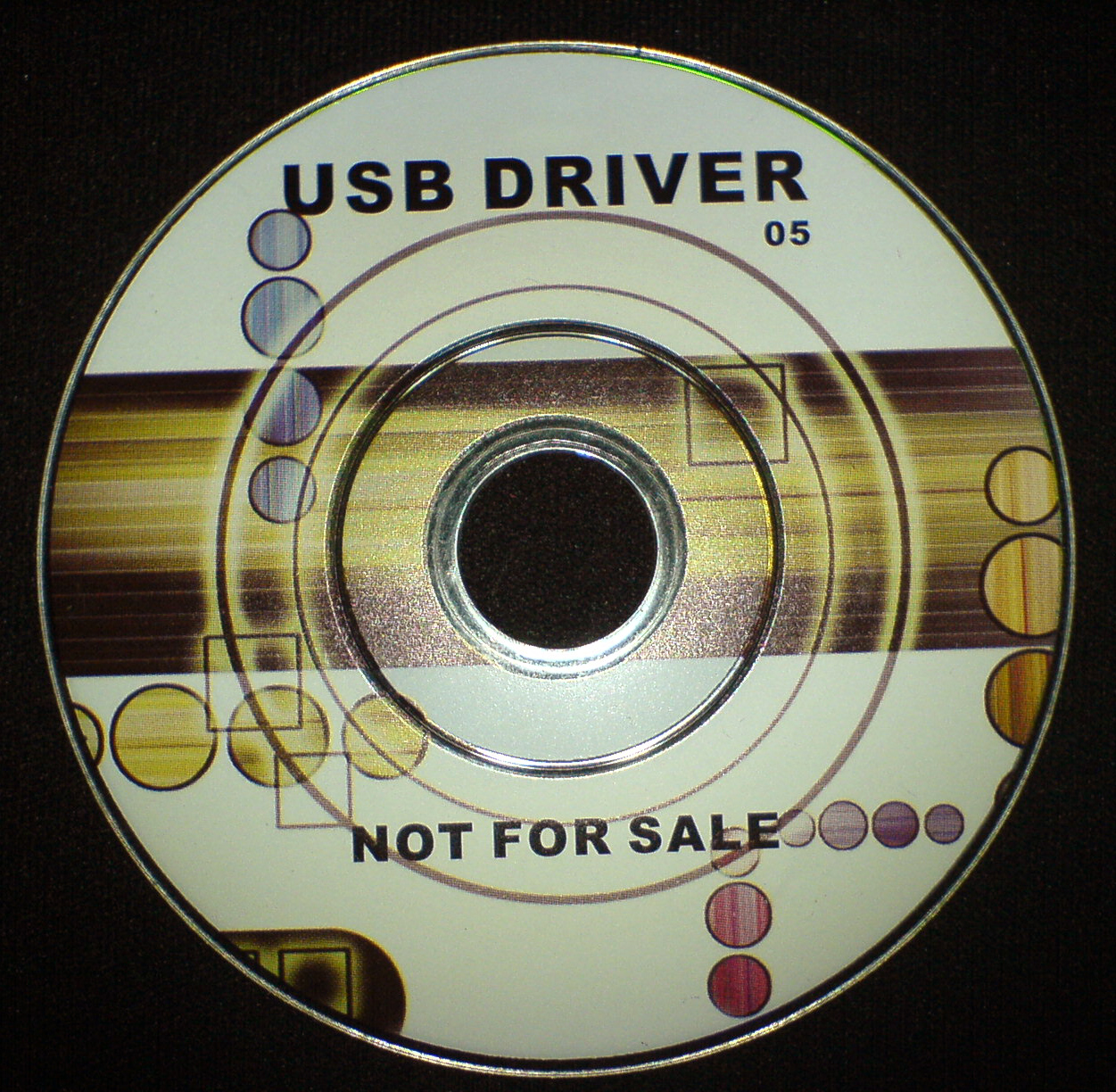
قرص للاستخدام البسيط (حجم تخزين صغير).

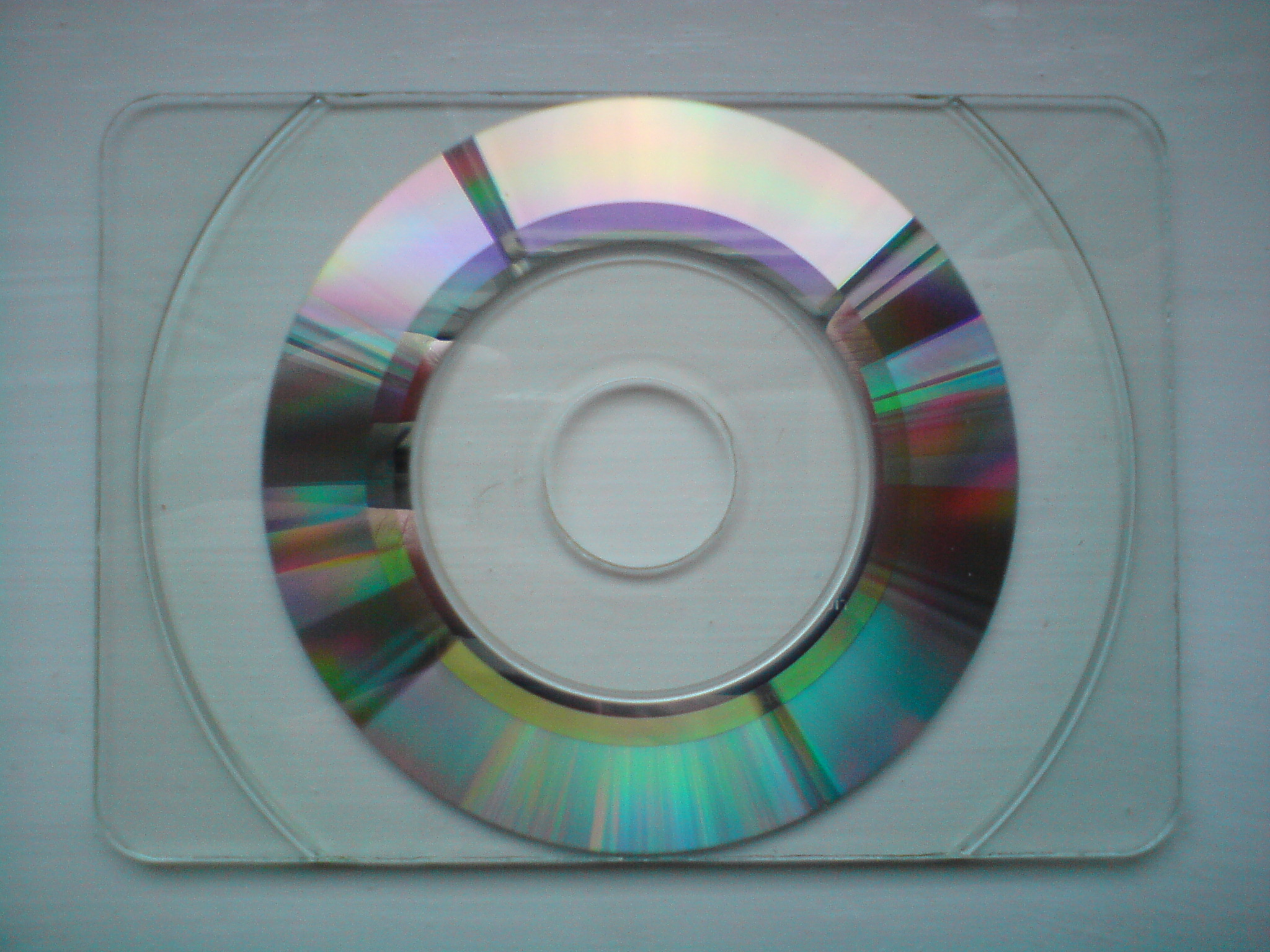
تستخدم الأقراص المدمجة بطاقة عمل لحجم صغير من البيانات وذلك لمضاهاة بطاقات الأعمال.

قرص مضغوط صغير أو ميني سي دي (بالإنجليزية: Mini CD) هو قرص مضغوط له قطر أصغر من القرص المضغوط العادي وتبلغ سعة التخزين فيه الثلث.

## أنواعه
من أنواع الميني سي دي:
- ميني سي دي مسجل، وهو قرص صغير يستخدم عادة لتسجيل الموسيقى والأغاني. ويمكن للقرص قطر 80 مليمتر تخزين 24 دقيقة من الموسيقى أو 210 ميجابايت من البيانات.
  - يوجد منه نوع يسجل 18 دقيقة فقط أو 155 ميجابايت.
  - أنواع أخرى سعتها 185 ميجابات (21 دقيقة) وسعتها تعادل قرص عادي سعته 650 ميجابايت. ونوع سعته 210 ميجابايت (24) دقيقة لها نفس سعة القرص العادي ذوسعة 700 ميجابايت وهو يستخدم لتخزين المعلومات.
  - نوع 80 قطر مليمتر ذو كثافة أعلى للتخزين، يخزن 34 دقيقة أو 300 ميجابايت.

dref>Nikon.com</ref>
- قرص مضغوط صغير للمكتب "b-card" وهو بقطر 80 مليمتر وتبلغ سعته بين 30 ميجابايت إل 100 ميجابايت.
- قرص مضغوط صغير قطر 60 مليمتر يستخدم أيضا في المكاتب، وسعته 50 ميجابايت.